# Мустапаева, Зейнекуль
Зейнекуль Мустапаева (1921 года, аул Кызылсай — 1959) — передовик сельскохозяйственного производства, звеньевая колхоза «Кзыл-Сай» Меркенского района Джамбулской области. Герой Социалистического Труда (1948).

## Биография
Родилась в 1921 году в ауле Кызылсай (сегодня — Меркенский район Жамбылской области, Казахстан). В 1936 году начала свою трудовую деятельность в колхозе «Кзыл-Сай» Меркенского района. В 1946 году назначена звеньевой свекловодческой бригады.
В 1947 году звено Зейнекуль Мустаповой собрало 2279 центнеров сахарной свеклы с участка площадью 4,4 гектара и с участка площадью 2 гектара — в среднем по 802 центнеров сахарной свеклы. За эти выдающиеся достижения в трудовой деятельности была удостоена в 1948 году звания Героя Социалистического Труда.

## Награды
- Герой Социалистического Труда — указом Президиума Верховного Совета СССР от 28 марта 1948 года
- Орден Ленина